# 100 mètres masculin aux Jeux olympiques d'été de 2024
Pour des articles plus généraux, voir Athlétisme aux Jeux olympiques d'été de 2024 et 100 mètres aux Jeux olympiques.
Navigation
Tokyo 2020 Los Angeles 2028
L'épreuve du 100 mètres masculin aux Jeux olympiques de 2024 se déroule les 3 et 4 août 2024 au Stade de France, au nord de Paris, en France.

## Records
Avant cette compétition, les records dans cette discipline étaient les suivants :
| Record du monde  | Usain Bolt (JAM) | 9 s 58 | Berlin  | 16 août 2009 |
| Record olympique | Usain Bolt (JAM) | 9 s 63 | Londres | 5 août 2012  |

## Programme
| Date            | Horaire | Manche            |
| --------------- | ------- | ----------------- |
| Samedi 3 août   | 10 h 35 | Tour préliminaire |
| Samedi 3 août   | 11 h 45 | Premier tour      |
| Dimanche 4 août | 20 h 00 | Demi-finales      |
| Dimanche 4 août | 21 h 50 | Finale            |

## Médaillés
| Or               | Argent                 | Bronze            |
| Noah Lyles (USA) | Kishane Thompson (JAM) | Fred Kerley (USA) |

## Résultats

### Tour préliminaire
Les 2 premiers de chaque série (Q) et les quatre meilleurs au temps parmi tous ceux qui n'ont pas terminé à l'une des deux premières places de sa série (q), se qualifient pour le premier tour.
| Rang | Couloir | Athlète                    | Pays          | Temps   | Notes |
| ---- | ------- | -------------------------- | ------------- | ------- | ----- |
| 1    | 2       | Ebrahima Camara            | Gambie        | 10 s 29 | Q     |
| 2    | 3       | Muhd Azeem Fahmi           | Malaisie      | 10 s 42 | Q     |
| 3    | 4       | Marc Brian Louis           | Singapour     | 10 s 43 | q     |
| 4    | 5       | Sha Mahmood Noor Zahi      | Afghanistan   | 10 s 64 | NR    |
| 5    | 6       | Seco Camara                | Guinée-Bissau | 10 s 76 |       |
| 6    | 7       | William Reed               | Île Marshall  | 11 s 29 | PB    |
| 7    | 8       | Karalo Hepoiteloto Maibuca | Tuvalu        | 11 s 30 | NR    |

| Rang | Couloir | Athlète            | Pays                      | Temps   | Notes |
| ---- | ------- | ------------------ | ------------------------- | ------- | ----- |
| 1    | 2       | Davonte Howell     | Îles Caïmans              | 10 s 31 | Q     |
| 2    | 4       | Sibusiso Matsenjwa | Eswatini                  | 10 s 39 | Q     |
| 3    | 6       | Didier Kiki        | Bénin                     | 10 s 76 |       |
| 4    | 5       | Hervé Toumandji    | République centrafricaine | 10 s 76 |       |
| 5    | 7       | Kenaz Kaniwete     | Kiribati                  | 11 s 29 | PB    |
| 6    | 8       | Darko Pešić        | Monténégro                | 11 s 85 |       |
|      | 3       | Steven Sabino      | Mozambique                | DQ      |       |

| Rang | Couloir | Athlète                 | Pays           | Temps   | Notes |
| ---- | ------- | ----------------------- | -------------- | ------- | ----- |
| 1    | 2       | Noa Bibi                | Maurice        | 10 s 27 | Q     |
| 2    | 5       | Franko Burraj           | Albanie        | 10 s 60 | Q PB  |
| 3    | 4       | Favoris Muzrapov        | Tadjikistan    | 10 s 60 |       |
| 4    | 3       | Diu Félix Chun Hei      | Hong Kong      | 10 s 62 |       |
| 5    | 6       | Melique García          | Honduras       | 10 s 76 |       |
| 6    | 7       | Rija Vatomanga Gardiner | Madagascar     | 10 s 82 | PB    |
| 7    | 9       | Manuel Ataide           | Timor oriental | 11 s 35 | NR    |
| 8    | 8       | Samer Al-Yafaee         | Yémen          | 11 s 54 | PB    |

| Rang | Couloir | Athlète             | Pays       | Temps   | Notes |
| ---- | ------- | ------------------- | ---------- | ------- | ----- |
| 1    | 2       | Christopher Borzor  | Haïti      | 10 s 26 | Q     |
| 2    | 4       | Marcos Santos       | Angola     | 10 s 31 | Q NR  |
| 3    | 3       | Hachim Maaroufou    | Comores    | 10 s 44 | q     |
| 4    | 9       | Taha Hussein Yaseen | Irak       | 10 s 51 | q PB  |
| 5    | 5       | Ibadulla Adam       | Maldives   | 10 s 55 | PB    |
| 6    | 6       | Shaun Gill          | Belize     | 11 s 17 |       |
| 7    | 8       | Scott James Fiti    | Micronésie | 11 s 61 | SB    |
| 8    | 7       | Ahmed Essabai       | Libye      | 11 s 89 |       |

| Rang | Couloir | Athlète                   | Pays                             | Temps   | Notes |
| ---- | ------- | ------------------------- | -------------------------------- | ------- | ----- |
| 1    | 3       | Naquille Harris           | Saint-Kitts-et-Nevis             | 10 s 33 | Q     |
| 2    | 2       | Lalu Muhammad Zohri       | Indonésie                        | 10 s 35 | Q     |
| 3    | 5       | Dominique Lasconi Mulamba | République démocratique du Congo | 10 s 54 | q =SB |
| 4    | 4       | Fodé Sissoko              | Mali                             | 10 s 66 |       |
| 5    | 7       | Joseph Green              | Guam                             | 10 s 85 | SB    |
| 6    | 6       | Winzar Kakiouea           | Nauru                            | 11 s 15 |       |
| 7    | 9       | Remigio Santander         | Guinée équatoriale               | 11 s 65 | SB    |
| 8    | 8       | Maleselo Fukofuka         | Tonga                            | 12 s 11 | PB    |

| Rang | Couloir | Athlète                     | Pays       | Temps   | Notes |
| ---- | ------- | --------------------------- | ---------- | ------- | ----- |
| 1    | 2       | Arturo Deliser              | Panama     | 10 s 34 | Q     |
| 2    | 4       | Dylan Sicobo                | Seychelles | 10 s 51 | Q     |
| 3    | 5       | Wissy Hoye                  | Gabon      | 10 s 59 |       |
| 4    | 7       | Jalen Lisse                 | Suriname   | 10 s 64 | PB    |
| 5    | 3       | Beppe Grillo                | Malte      | 10 s 69 |       |
| 6    | 8       | Imranur Rahman              | Bangladesh | 10 s 73 | SB    |
| 7    | 6       | Waisake Tewa                | Fidji      | 10 s 73 | SB    |
| 8    | 9       | Muhd Noor Firdaus Ar-Rasyid | Brunei     | 10 s 86 | SB    |

### Premier tour
Les 3 premiers de chaque série (Q) et les trois meilleurs temps hors les 3 premiers (q), se qualifient pour les demi-finales.
| Rang | Couloir | Athlète                | Pays            | Temps   | Notes |
| ---- | ------- | ---------------------- | --------------- | ------- | ----- |
| 1    | 5       | Kishane Thompson       | Jamaïque        | 10 s 00 | Q     |
| 2    | 6       | Benjamin Azamati-Kwaku | Ghana           | 10 s 08 | Q     |
| 3    | 1       | Reynaldo Espinosa      | Cuba            | 10 s 11 | Q     |
| 4    | 2       | Felipe Bardi           | Brésil          | 10 s 18 |       |
| 5    | 9       | Akihiro Higashida      | Japon           | 10 s 19 |       |
| 6    | 3       | Lalu Muhammad Zohri    | Indonésie       | 10 s 26 |       |
| 7    | 8       | Kayhan Özer            | Turquie         | 10 s 34 |       |
| 8    | 7       | Sibusiso Matsenjwa     | Eswatini        | 10 s 39 |       |
|      | 4       | Jeremiah Azu           | Grande-Bretagne | DSQ     |       |

| Rang | Couloir | Athlète              | Pays              | Temps   | Notes |
| ---- | ------- | -------------------- | ----------------- | ------- | ----- |
| 1    | 2       | Ferdinand Omanyala   | Kenya             | 10 s 08 | Q     |
| 2    | 1       | Chituru Ali          | Italie            | 10 s 12 | Q     |
| 3    | 7       | Joshua Hartmann      | Allemagne         | 10 s 16 | Q     |
| 4    | 4       | Joshua Azzopardi     | Australie         | 10 s 20 |       |
| 5    | 6       | Devin Augustine      | Trinité-et-Tobago | 10 s 31 |       |
| 6    | 9       | Erik Cardoso         | Brésil            | 10 s 35 |       |
| 7    | 3       | Arturo Deliser       | Panama            | 10 s 35 |       |
| 8    | 5       | Jhonny Rentería      | Colombie          | 10 s 38 |       |
| 9    | 8       | Muhammad Azeem Fahmi | Malaisie          | 10 s 45 |       |

| Rang | Couloir | Athlète                  | Pays                       | Temps   | Notes |
| ---- | ------- | ------------------------ | -------------------------- | ------- | ----- |
| 1    | 3       | Louie Hinchliffe         | Grande-Bretagne            | 9 s 98  | Q     |
| 2    | 6       | Noah Lyles               | États-Unis                 | 10 s 04 | Q     |
| 3    | 4       | Shaun Maswanganyi        | Afrique du Sud             | 10 s 06 | Q     |
| 4    | 7       | Xie Zhenye               | Chine                      | 10 s 16 |       |
| 5    | 5       | Owen Ansah               | Allemagne                  | 10 s 22 |       |
| 6    | 8       | Ali Anwar Ali al-Balushi | Oman                       | 10 s 26 |       |
| 7    | 1       | Naquille Harris          | Saint-Christophe-et-Niévès | 10 s 38 |       |
| 8    | 2       | Markus Fuchs             | Autriche                   | 10 s 59 |       |
| 9    | 9       | Dylan Sicobo             | Seychelles                 | 10 s 62 |       |

| Rang | Couloir | Athlète                | Pays      | Temps   | Notes |
| ---- | ------- | ---------------------- | --------- | ------- | ----- |
| 1    | 6       | Oblique Seville        | Jamaïque  | 9 s 99  | Q     |
| 2    | 4       | Abdul Hakim Sani Brown | Japon     | 10 s 02 | Q     |
| 3    | 2       | Puripol Boonson        | Thaïlande | 10 s 13 | Q     |
| 4    | 3       | Favour Ashe            | Nigeria   | 10 s 16 | q     |
| 5    | 5       | Duan Asemota           | Canada    | 10 s 17 |       |
| 6    | 7       | Terrence Jones         | Bahamas   | 10 s 31 |       |
| 7    | 1       | Marcos Santos          | Angola    | 10 s 40 |       |
| 8    | 8       | Franko Burraj          | Albanie   | 10 s 66 |       |
| 9    | 9       | Oliwer Wdowik          | Pologne   | 11 s 53 |       |

| Rang | Couloir | Athlète              | Pays           | Temps   | Notes |
| ---- | ------- | -------------------- | -------------- | ------- | ----- |
| 1    | 2       | Kayinsola Ajayi      | Nigeria        | 10 s 02 | Q     |
| 2    | 4       | Marcell Jacobs       | Italie         | 10 s 05 | Q     |
| 3    | 5       | Abdul-Rasheed Saminu | Ghana          | 10 s 06 | Q     |
| 4    | 6       | Benjamin Richardson  | Afrique du Sud | 10 s 06 | q     |
| 5    | 1       | Hassan Taftian       | Iran           | 10 s 18 |       |
| 6    | 3       | Davonte Howell       | Îles Caïmans   | 10 s 24 |       |
| 7    | 9       | Henrik Larsson       | Suède          | 10 s 24 |       |
| 8    | 7       | Paulo André Camilo   | Brésil         | 10 s 46 |       |
|      | 8       | Marc Brian Louis     | Singapour      | DNS     |       |

| Rang | Couloir | Athlète           | Pays                      | Temps   | Notes |
| ---- | ------- | ----------------- | ------------------------- | ------- | ----- |
| 1    | 5       | Akani Simbine     | Afrique du Sud            | 10 s 03 | Q     |
| 2    | 3       | Ackeem Blake      | Jamaïque                  | 10 s 06 | Q     |
| 3    | 4       | Rikkoi Brathwaite | îles Vierges britanniques | 10 s 13 | Q     |
| 4    | 1       | Ebrahima Camara   | Gambie                    | 10 s 21 |       |
| 5    | 2       | Wanya McCoy       | Bahamas                   | 10 s 24 |       |
| 6    | 8       | Rohan Browning    | Australie                 | 10 s 29 |       |
| 7    | 9       | Simon Hansen      | Danemark                  | 10 s 39 |       |
| 8    | 6       | Emanuel Archibald | Guyana                    | 10 s 40 |       |
| 9    | 7       | Hachim Maaroufou  | Comores                   | 10 s 52 |       |

| Rang | Couloir | Athlète             | Pays                   | Temps   | Notes |
| ---- | ------- | ------------------- | ---------------------- | ------- | ----- |
| 1    | 2       | Kenneth Bednarek    | États-Unis             | 9 s 97  | Q     |
| 2    | 1       | Emmanuel Eseme      | Cameroun               | 9 s 98  | Q     |
| 3    | 5       | Andre De Grasse     | Canada                 | 10 s 07 | Q     |
| 4    | 4       | Emmanuel Matadi     | Liberia                | 10 s 08 | q     |
| 5    | 6       | Ryūichirō Sakai     | Japon                  | 10 s 17 |       |
| 6    | 3       | Noa Bibi            | Maurice                | 10 s 19 |       |
| 7    | 7       | Ronal Longa         | Colombie               | 10 s 29 |       |
| 8    | 8       | José González       | République dominicaine | 10 s 40 |       |
| 9    | 9       | Taha Hussein Yaseen | Irak                   | 10 s 50 |       |

| Rang | Couloir | Athlète                   | Pays                             | Temps   | Notes |
| ---- | ------- | ------------------------- | -------------------------------- | ------- | ----- |
| 1    | 5       | Fred Kerley               | États-Unis                       | 9 s 97  | Q     |
| 2    | 2       | Letsile Tebogo            | Botswana                         | 10 s 01 | Q     |
| 3    | 4       | Zharnel Hughes            | Grande-Bretagne                  | 10 s 03 | Q     |
| 4    | 3       | Cejhae Greene             | Antigua-et-Barbuda               | 10 s 17 |       |
| 5    | 1       | Christopher Borzor        | Haïti                            | 10 s 28 |       |
| 6    | 6       | Arthur Cissé              | Côte d'Ivoire                    | 10 s 31 |       |
| 7    | 8       | Dominique Lasconi Mulamba | République démocratique du Congo | 10 s 53 |       |
| 8    | 9       | Dorian Keletela           | Équipe olympique des réfugiés    | 10 s 58 |       |
|      | 7       | Aaron Brown               | Canada                           | DSQ     |       |

### Demi-finales
Les 2 premiers de chaque série sont qualifiés directement (Q) pour la finale, ainsi que les deux meilleurs temps (q), hors places 1 et 2.
| Rang | Couloir | Athlète                | Pays                      | Temps   | Notes |
| ---- | ------- | ---------------------- | ------------------------- | ------- | ----- |
| 1    | 6       | Oblique Seville        | Jamaïque                  | 9 s 81  | PB Q  |
| 2    | 4       | Noah Lyles             | États-Unis                | 9 s 83  | Q     |
| 3    | 5       | Louie Hinchliffe       | Grande-Bretagne           | 9 s 97  |       |
| 4    | 7       | Emmanuel Eseme         | Cameroun                  | 10 s 00 |       |
| 5    | 9       | Shaun Maswanganyi      | Afrique du Sud            | 10 s 02 | SB    |
| 6    | 1       | Favour Ashe            | Nigeria                   | 10 s 08 |       |
| 7    | 8       | Chituru Ali            | Italie                    | 10 s 14 |       |
| 8    | 2       | Rikkoi Brathwaite      | Îles Vierges britanniques | 10 s 15 |       |
| 9    | 3       | Benjamin Azamati-Kwaku | Ghana                     | 10 s 17 |       |

| Rang | Couloir | Athlète           | Pays           | Temps   | Notes |
| ---- | ------- | ----------------- | -------------- | ------- | ----- |
| 1    | 5       | Akani Simbine     | Afrique du Sud | 9 s 87  | Q     |
| 2    | 4       | Letsile Tebogo    | Botswana       | 9 s 91  | Q     |
| 3    | 8       | Marcell Jacobs    | Italie         | 9 s 92  | =SB q |
| 4    | 7       | Kenneth Bednarek  | États-Unis     | 9 s 93  | q     |
| 5    | 3       | Ackeem Blake      | Jamaïque       | 10 s 06 |       |
| 6    | 6       | Kayinsola Ajayi   | Nigeria        | 10 s 13 |       |
| 7    | 9       | Joshua Hartmann   | Allemagne      | 10 s 16 |       |
| 8    | 2       | Emmanuel Matadi   | Liberia        | 10 s 18 |       |
| 9    | 1       | Reynaldo Espinosa | Cuba           | 10 s 21 |       |

| Rang | Couloir | Athlète                | Pays            | Temps   | Notes |
| ---- | ------- | ---------------------- | --------------- | ------- | ----- |
| 1    | 4       | Kishane Thompson       | Jamaïque        | 9 s 80  | Q     |
| 2    | 7       | Fred Kerley            | États-Unis      | 9 s 84  | SB Q  |
| 3    | 9       | Benjamin Richardson    | Afrique du Sud  | 9 s 95  |       |
| 4    | 5       | Abdul Hakim Sani Brown | Japon           | 9 s 96  | PB    |
| 5    | 2       | Andre De Grasse        | Canada          | 9 s 98  | SB    |
| 6    | 3       | Zharnel Hughes         | Grande-Bretagne | 10 s 01 |       |
| 7    | 8       | Abdul-Rasheed Saminu   | Ghana           | 10 s 05 |       |
| 8    | 6       | Ferdinand Omanyala     | Kenya           | 10 s 08 |       |
| 9    | 1       | Puripol Boonson        | Thaïlande       | 10 s 14 |       |

### Finale
Le départ de la finale est légèrement retardé en raison d'une « tentative d'intrusion » sur la piste. Noah Lyles et  Kishane Thompson sont départagés à la photo-finish, pour cinq millièmes de secondes. À noter que les huit participants à la finale, ont couru le 100 mètres en moins de dix secondes ; une première dans l'histoire des Jeux olympiques pour cette épreuve.
| Rang                                | Couloir | Athlète          | Pays           | Temps         | Notes |
| ----------------------------------- | ------- | ---------------- | -------------- | ------------- | ----- |
| Médaille d'or, Jeux olympiques      | 7       | Noah Lyles       | États Unis     | 9 s 79 (.784) | PB    |
| Médaille d'argent, Jeux olympiques  | 4       | Kishane Thompson | Jamaïque       | 9 s 79 (.789) |       |
| Médaille de bronze, Jeux olympiques | 3       | Fred Kerley      | États Unis     | 9 s 81        | SB    |
| 4                                   | 5       | Akani Simbine    | Afrique du Sud | 9 s 82        | NR    |
| 5                                   | 9       | Marcell Jacobs   | Italie         | 9 s 85        | SB    |
| 6                                   | 8       | Letsile Tebogo   | Botswana       | 9 s 86        | NR    |
| 7                                   | 2       | Kenneth Bednarek | États Unis     | 9 s 88        |       |
| 8                                   | 6       | Oblique Seville  | Jamaïque       | 9 s 91        |       |

## Légende
Records et Performances
- AR : Record continental (area record)
- CR : Record des championnats (championship record)
- MR : Record du meeting (meet record)
- NR : Record national (national record)
- OR : Record olympique (olympic record)
- PR : Record paralympique (paralympic record)
- PB : Record personnel (personal best)
- SB : Meilleure performance personnelle de la saison (season's best)
- WL : Meilleure performance mondiale de l'année (world leader)
- WJR : Record du monde junior (world junior record)
- WR : Record du monde (world record)

Circonstances et Conditions
- DNF : N'a pas terminé (did not finish)
- DNS : N'a pas pris le départ (did not start)
- DQ : Disqualification (disqualification)
- NM : Aucun essai valable enregistré (No Mark)
- Q : Qualifié « directement » au prochain tour (ou à la prochaine compétition), lors d'une compétition majeure, grâce au classement ou à la réalisation des minima (automatic qualifier)
- q : Qualifié au prochain tour (ou à la prochaine compétition), lors d'une compétition majeure, grâce au repêchage ou à la réalisation de l'une des meilleures performances parmi celles des « non qualifiés directement » (grâce au meilleur temps ou à la meilleure distance par exemple) (secondary qualifier)